# Car Alexandr

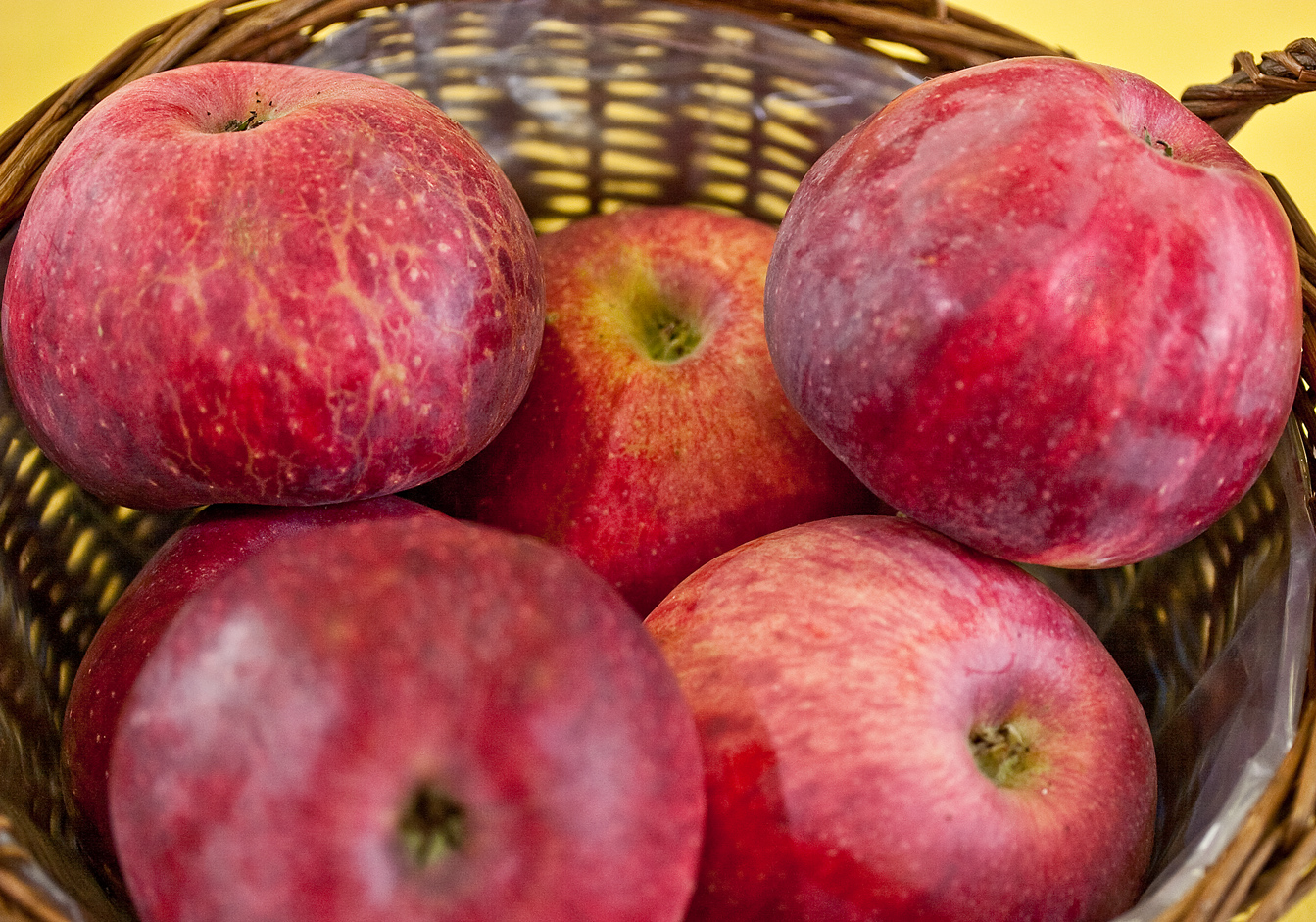
Jablka 'Car Alexandr'

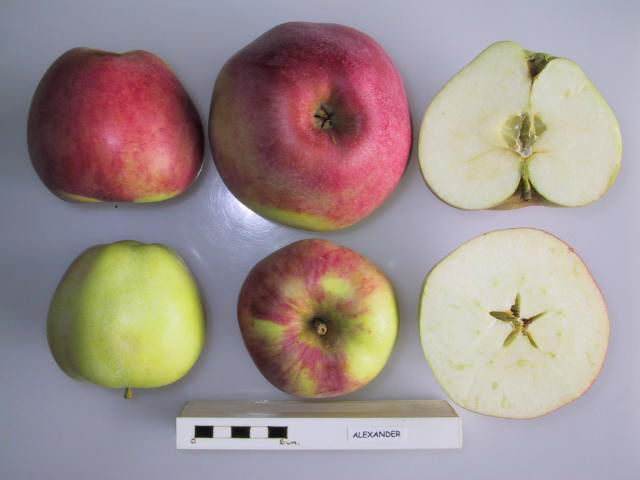
Jablko 'Car Alexandr' podle National Fruit Collection

Car Alexandr (Malus domestica 'Car Alexandr') je ovocný strom, kultivar druhu jabloně domácí z čeledi růžovitých. Řadí se mezi podzimní odrůdy.

## Historie

### Původ
Stará ruská nebo ukrajinská odrůda z 18. století. Patří do skupiny velkoplodých jabloní, které se někdy nazývají „aporty“ a za jejich původní domovinu je považována Malá Asie nebo Balkán.

### Rozšíření
Do Evropy se odrůda dostala začátkem 19. století (v Anglii r. 1805) a byla pojmenována po caru Alexandru I. Stala se díky svému atraktivnímu vzhledu velmi oblíbenou po celé Evropě i v zámoří.

### Synonyma
'Alexander', 'Aport Alexandr', 'Grand Alexandre', 'Kaiser Alexander' 
Dle N.F.C.:
 'Albertin', 'Alexander the First', 'Alexander von Russland', 'Alexandre Empereur de Russie', 'Allbertin', 'Allerweltsapfel', 'Aport'? 'Aport Alexander', 'Aport Krasnye', 'Aport Oseni', 'Aport Osennii', 'Aport Ukrainskii', 'Aporta', 'Aporta Nalifia', 'Aporta Nalivia', 'Aporte', 'Apporta', 'Aubertin', 'Beauty of Queen', 'Belle d'Orleans', 'Belle de Bruxelles', 'Calville Alexandre', 'Car Alexander', 'Cář Alexandr', 'Car-Alexndr', 'Comte Woronzoff', 'Corail', 'Count Woronzoff's Apple', 'Empereur Alexander', 'Empereur Alexandre', 'Empereur Alexandre 1er', 'Empereur Alexandre de Russie', 'Empereur Alexandre I', 'Empereur de Russie', 'Emperor', 'Emperor Alexander', 'English King', 'Fin d'Automne', 'Gotmanka'?, 'Gotmanovka'?, 'Graffenberg Rhoold', 'Grand-Alexandre', 'Gros Alexandre', 'Gros-Alexandre', 'Gross Alexandre', 'Gusevskoe', 'Imperatore Alessandro', 'Jolly Gentleman', 'Kaiser Alexander von Russland', 'Keijser Alexander', 'Keizer Alexander', 'Kejser Alexander', 'Kief's Koy', 'Kiefs Koy', 'Kirkes Sondergleichen', 'Korallen', 'Korallen Apfel', 'Korallenapfel', 'Liebensteiner Korallenapfel', 'Marele Alexandru', 'Oport', 'Phoenix', 'Phoenix Apple', 'Phonix', 'Phonix Apple', 'Pomme Corail', 'Pomona Britannica', 'President Napoleon', 'Russian Emperor', 'Sander Czar', 'Stoke Tulip', 'Sugar and Cream', 'Tar Alexandar', 'The Alexander Apple', 'Wunder Apfel', 'Wunderapfel',

## Vlastnosti

### Růst
Roste silně, po nástupu do plodnosti růst zeslabuje. Nedoporučuje se pro vyšší tvary. 

### Plodnost a zralost
Plodnost má nižší. Plody se sklízejí koncem září a vydrží maximálně do listopadu.

### Plod
Plody jsou velké až velmi velké, široce kuželovité, slabě žebernaté, velmi atraktivní. Slupka je pevná, má základní žlutozelenou barvu, která je z větší části překryta karmínově červenou barvou a žíháním, okolo stopky je rzivá. Některé plody jsou částečně mramorované. Chuť bývá hodnocena jako poměrně dobrá.

### Choroby a škůdci
Strupovitostí trpí velmi silně a také trpí padlím, moniliózou a někdy i rakovinou. Proti mrazu je velmi odolný.

## Hodnocení
Jedinými přednostmi odrůdy jsou atraktivní vzhled plodů a vysoká mrazuodolnost. Největší slabinou odrůdy je velká náchylnost ke strupovitosti a Monilióze.

## Další šlechtění
Kříženci
- 'Maidstone Favourite' = 'Car Alexandr' × 'Beauty of Bath' – v roce 1913
- 'Wolf River' = 'Car Alexandr' × ? – v roce 1875
- 'Albrechtovo' = 'Car Alexandr' × ? – v roce 1865
- 'Bismarkovo' = 'Car Alexandr' × ? – v roce 1870
- 'Jeanne Hardy' = 'Car Alexandr' × ? – v roce 1878
- 'Belle de Pontoise' = 'Car Alexandr' × ? – v roce 1869
- 'Creo' = 'Peter Mathias × 'Car Alexandr' – v roce 1880

Také odrůda 'Peasgoodovo' bývá považována (dle českých zdrojů) za semenáč 'Cara Alexandra'.

### Odrůda 'Aport'

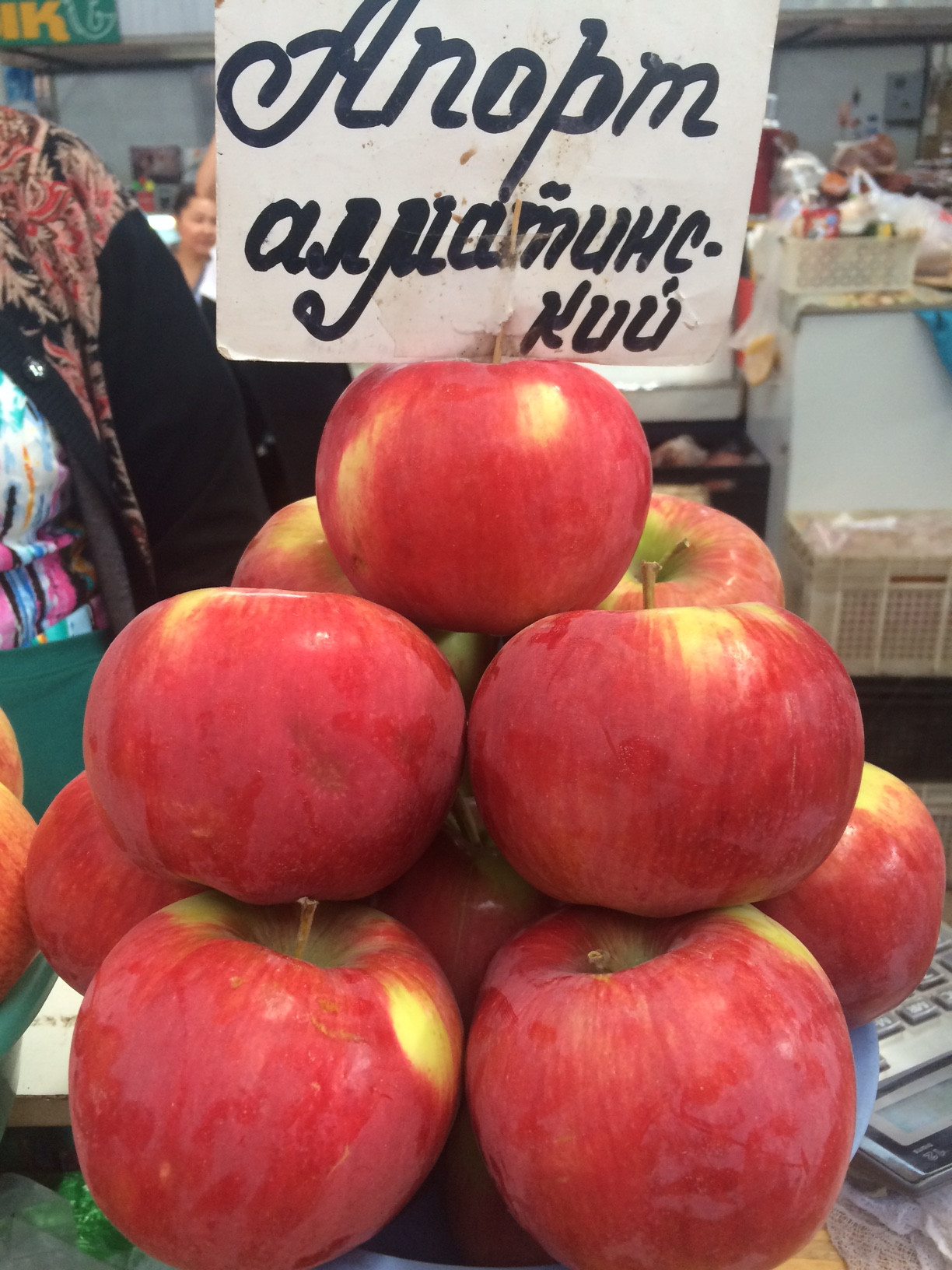
Plody odrůdy 'Almatynský aport' na tržišti v Almaty

Odrůdu  'Aport'  (neboli 'Almatynský aport') vypěstoval z odrůdy 'Car Alexandr' ('Апорт Александра') (údajně křížením s Malus sieversii) v roce 1865 v blízkosti dnešního města Almaty zahradník Jegor Redko. Na stránkách National Fruit Collection je odrůda 'Aport' vedena jako synonymum k odrůdě 'Car Alexandr', což je zřejmý omyl, neboť dostupné údaje o těchto dvou odrůdách si vzájemně odporují. Vzhledem jsou si tyto odrůdy velmi podobné.